# Alfred Piccaver
Alfred Piccaver (Long Sutton, 5 febbraio o 24 febbraio 1884 – Vienna, 23 settembre 1958) è stato un tenore britannico con cittadinanza statunitense, che svolse gran parte della sua attività operistica a Vienna, dove lavorò come primo tenore per oltre 25 anni e dove era annoverato tra i beniamini degli appassionati di lirica e delle autorità della capitale austriaca.
Fu interprete nel ruolo da protagonista principalmente in opere di Giacomo Puccini e Giuseppe Verdi; lavorò inoltre in opere di Flotow, Gounod, Mozart, Otto Nicolai, Wagner, ecc.. Era considerato da Puccini il Rodolfo ideale per la sua Bohème e la sua voce era annoverata tra le più belle della sua epoca, tanto da essere soprannominato "il Caruso di Praga".

## Biografia

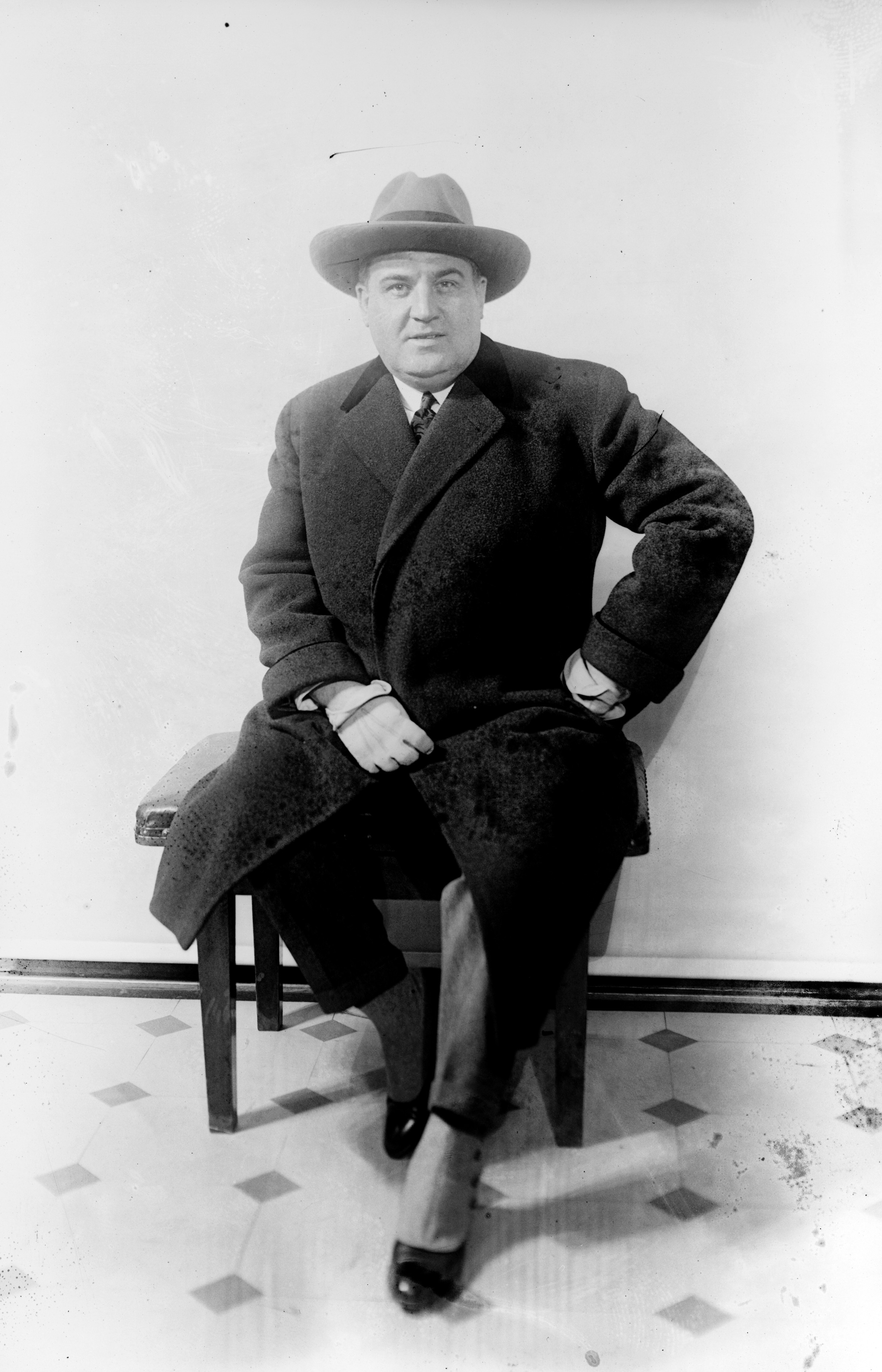
Alfred Piccaver (1884-1958)

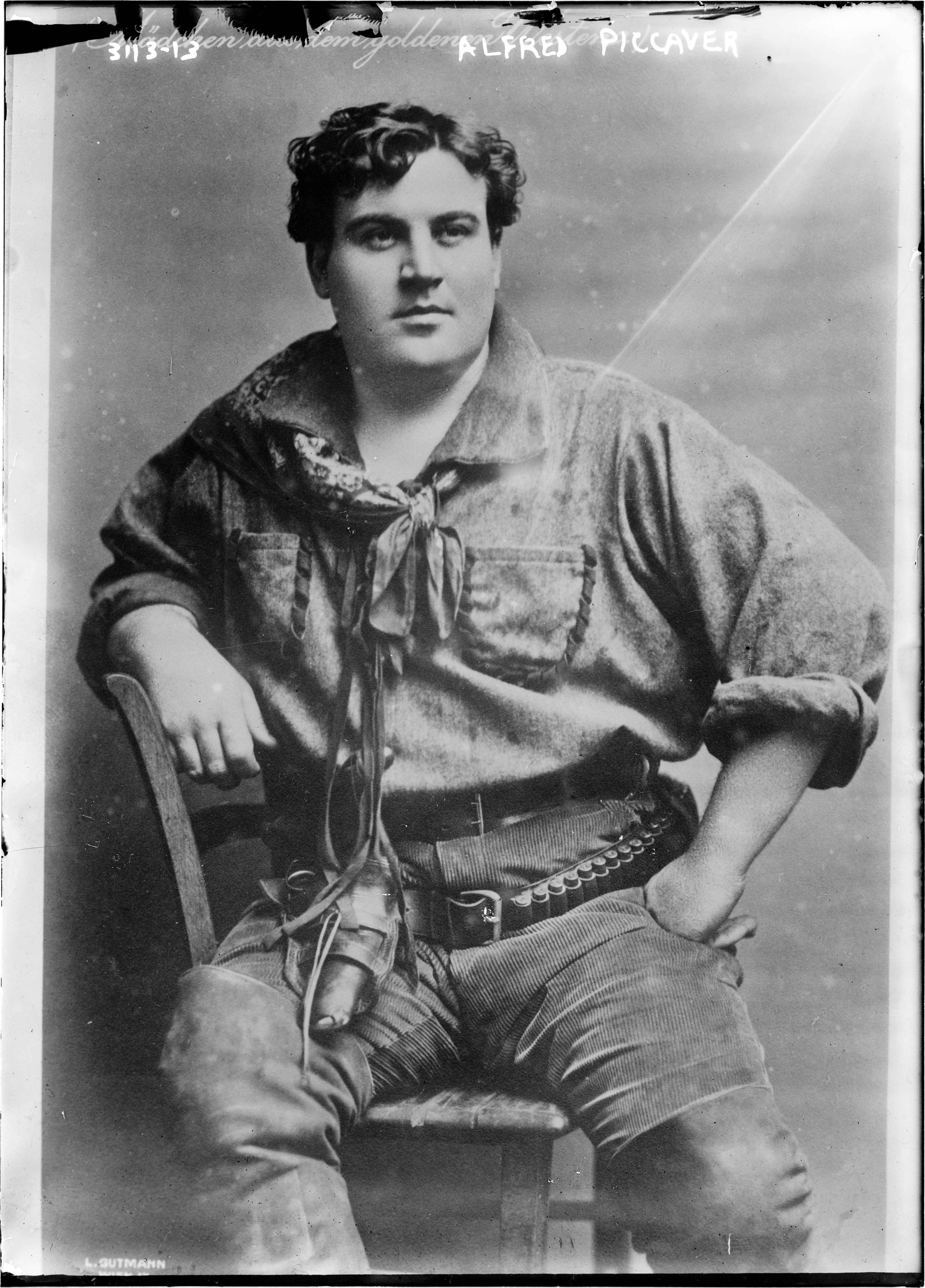
Altra immagine di Alfred Piccaver

Alfred Piccaver (il cui vero cognome, secondo alcune fonti, sarebbe stato Peckover) nacque a Long Sutton, nel Lincolnshire (Inghilterra settentrionale) il 5 febbraio (o 24 febbraio, secondo altre fonti) 1884. Era figlio di Frederic Hermann Piccaver, un inglese di origine spagnola.
All'età di due anni (o nove anni, secondo un'altra fonte), emigrò con i propri genitori negli Stati Uniti, segnatamente ad Albany, nello Stato di New York.
Lì, iniziò a cantare per il coro della chiesa locale, anche se dopo aver conseguito il diploma in elettrotecnica, iniziò a lavorare per dei laboratori della Edison.
Nel frattempo, però, nel 1905 continuò però a coltivare la propria passione per la musica, studiando presso la Metropolitan School of Opera: lì la sua voce fu notata dal direttore Heinrich Conried, che nel 1907 lo mandò a Praga a studiare da Angelo Neumann. Piccaver proseguì i propri studi a Milano.
Venne quindi ingaggiato con un contratto triennale dal Deutsches Landes-Theater di Praga, dove fece il proprio debutto sulle scene 25 settembre 1907, interpretando il ruolo di Romeo nell'opera Romeo e Giulietta di Gounod.
Nel 1912, fu ingaggiato dalla Staatsoper di Vienna, dove debuttò il 6 settembre di quell'anno, recitando nell'opera Le allegre comari di Windsordi Otto Nicolai. Durante la sua permanenza nella capitale viennese, rifiutò una vantaggiosa offerta fattagli dal direttore della Teatro Metropolitan di New York Giulio Gatti-Casazza..
Piccaver fece comunque una tournée negli Stati Uniti nel 1923, debuttando il giorno di Capodanno, interpretando a Chicago il ruolo del Duca di Mantova nel Rigoletto di Giuseppe Verdi. Il successo ottenuto da Piccaver (che recitò, tra l'altro anche nel ruolo di Cavaradossi nella Tosca di Puccini) oltreoceano non fu però pari anche a quello ottenuto a Vienna. Piccaver volle anche rivendicare la propria nazionalità britannica, a discapito di quella statunitense.
Piccaver continuò quindi a lavorare a Vienna fino al 1931, anno in cui il suo contratto non fu rinnovato a causa di disparità di vedute sulle cifre dell'ingaggio. Continuò però a vivere a Vienna fino al 1937 o 1938, anno in cui decise di trasferirsi dapprima in Svizzera e poi a Londra.
Nel 1955, fece quindi ritorno a Vienna, dove morì il 23 settembre 1958, all'età di 74 anni. Al popolare tenore furono riservate le esequie di Stato.

## Discografia

### Album
- Lebendige Vergangenheit Alfred Piccaver II

### Singoli
- Out of the Twilight (1932)
- Tosca (con Margit Angerer)